# Mognaba
Mognaba, parfois orthographié Moyaba, est une localité située dans le département de Pensa de la province du Sanmatenga dans la région Centre-Nord au Burkina Faso.

## Géographie
Mognaba est situé dans le nord du département près de Zinibéogo, à environ 30 km au nord-est du chef-lieu du département Pensa et à environ 85 km au nord-est de Barsalogho.

## Histoire
Depuis 2015, le nord de la région Centre-Nord est soumis à des attaques djihadistes terroristes récurrentes entrainant des conflits entre les communautés Peulh et Mossi, une grande insécurité dans les villages du département et des déplacements internes de populations vers les camps du sud de la province à Barsalogho et Kaya,.
En avril 2019 à la suite du massacre de Yirgou survenu quelques mois plus tôt dans le nord du département voisin de Barsalogho, une partie de la population de Mognaba (ainsi que celle de Zinibéogo, Raogo et de Ouapaci) fuit la zone d'insécurité et trouve refuge dans des camps de déplacés internes à Pensa. En janvier 2020, une nouvelle attaque terroriste fait six morts dans le village.

## Éducation et santé
Le centre de soins le plus proche de Mognaba est le centre de santé et de promotion sociale (CSPS) de Zinibéogo tandis que le centre médical avec antenne chirurgicale (CMA) se trouve à Barsalogho et que le centre hospitalier régional (CHR) est à Kaya.
Mognaba possède une école primaire publique ainsi qu'une école franco-arabe.